# Harriet Hollister Spencer State Recreation Area
Das Harriet Hollister Spencer State Recreation Area (auch: Harriet Hollister Spencer Memorial Recreation Area) ist ein State Park im Gemeindegebiet von Canadice im Ontario County, New York, United States. Der Park bedeckt eine Fläche von 1.550 acre (6,27 km²) und liegt 6 mi (9,7 km) südlich von Honeoye an der Canadice Hill Road.

## Geschichte
Das State Recreation Area entstand durch eine Schenkung von Harriet Hollister Spencer, eine Gärtnerin aus Rochester, Rosen-Expertin und bürgerschaftlich engagierte Frau, die nach ihrem Tod 1962 dem Staat 679 acre (2,7 km²) vermachte.
Der State erwarb in den 2000ern einige angrenzende Flächen von The Nature Conservancy, wodurch sich die Parkfläche verdoppelte. Eine weitere Erwerbung 2014 brachte den Park auf seine gegenwärtige Größe.

## Geographie
Der Park liegt nördlich des Gipfels von Canadice Hill und grenzt nach Osten direkt an das Honeoye Inlet Wildlife Management Area an. Im Westen befindet sich in geringer Entfernung der Hemlock Canadice State Forest. Das Gebiet ist relativ hoch gelegen, wodurch im Winter verhältnismäßig mehr Schnee zu erwarten ist. Die Rochester Cross Country Ski Foundation unterhält 16 mi (26 km) an Skiloipen.

## Freizeitmöglichkeiten
Der Park bietet an vielen Stellen Ausblicke über die Umgebung bis hin zum Honeoye Lake. Es gibt einen Picknick-Pavilion und es gibt viele Möglichkeiten zum Wandern, Cross-country Skilaufen, Radfahren und Jagen.